# Vườn quốc gia Virunga
Vườn quốc gia Virunga (tiếng Pháp: Parc national des Virunga), trước đây tên là Vườn quốc gia Albert, là một vườn quốc gia nằm trong Đới tách giãn Albertine ở phía đông Cộng hòa Dân chủ Congo. Được thành lập năm 1925, đây là một trong số những khu vực được bảo vệ đầu tiên ở châu Phi. Độ cao của nó dao động từ 680 m (2.230 ft) trong thung lũng sông Semliki đến 5.109 m (16.762 ft) tại Dãy núi Rwenzori. Chiều từ bắc xuống nam của vườn quốc gia khoảng 300 km (190 mi), phần lớn dọc theo biên giới quốc tế với Uganda và Rwanda ở phía đông. Với diện tích 8.090 km2 (3.120 dặm vuông Anh), vườn quốc gia được UNESCO công nhận là Di sản thế giới từ năm 1979 và bị liệt vào Danh sách di sản thế giới bị đe dọa từ năm 1994.
Trong ranh giới vườn quốc gia là hai ngọn núi lửa vẫn đang hoạt động là Núi Nyiragongo và Nyamuragira. Chúng định hình đáng kể môi trường sống và tạo ra sự đa dạng hệ động thực vật hoang dã của vườn quốc gia. Đây là nhà của hơn 3.000 loài động thực vật, trong đó có 300 loài đặc hữu của Đới tách giãn Albertine, trong đó phải kể đến Khỉ đột miền Đông và Khỉ vàng.

## Lịch sử
Đầu những năm 1920, một số người ủng hộ phong trào bảo tồn ở châu Âu đã đưa ra ý tưởng tạo ra một khu vực được bảo vệ ở phía đông bắc Congo, trong đó có Victor van Straelen, Jean Massart và Jean-Marie Derscheid. Khi vườn quốc gia Albert được thành lập vào tháng 4 năm 1925, nó trở thành vườn quốc gia đầu tiên tại châu Phi. Mục đích của nó là nghiên cứu và bảo tồn hệ động vật hoang dã. Năm 1926, Derscheid đứng đầu nhóm chuyên gia Bỉ vẽ bản đồ vườn quốc gia Albert, bao gồm một khu vực rộng 500 km2 (190 dặm vuông Anh) xung quanh hai ngọn núi lửa đã tắt là Karisimbi và Mikeno. Khu vực được mở rộng vào năm 1929 bao gồm thêm phần diện tích của Dãy núi Virunga, lãnh thổ Rutshuru và vùng đồng bằng phía nam Hồ Edward. Kích thước lúc này của nó là 2.920,98 km2 (1.127,80 dặm vuông Anh) đã từng bước mở rộng trong những năm tiếp theo. Những người bản địa là người Hutu và Tutsi bị mất quyền sử dụng đất truyền thống trong quá trình này và dần bị đuổi ra khỏi khu vực được bảo vệ. Năm 1934, Viện Vườn quốc gia Congo Bỉ được thành lập với tư cách là cơ quan quản lý các vườn quốc gia ở Congo thuộc Bỉ. Giữa đầu những năm 1930 và 1961, một số chuyến thám hiểm đến vườn quốc gia Albert đã được thực hiện bởi các nhà khoa học Bỉ, lần thứ hai do Gaston-François de Witte đứng đầu. Họ đã nghiên cứu và thu thập các mẫu vật động vật hoang dã cho Bảo tàng Hoàng gia về Lịch sử tự nhiên Bỉ, khám phá các nhóm dân tộc trong khu vực, nghiên cứu hoạt động núi lửa, và hóa thạch. Vào cuối những năm 1950, những người chăn gia súc Tutsi và gia súc của họ đã phá hủy môi trường sống tự nhiên bên trong vườn quốc gia lên đến độ cao 3.000 m (9.800 ft), đe dọa khu vực kiếm ăn của những con khỉ đột trong vườn quốc gia.
Luật đất đai được cải cách vào những năm 1960 sau khi đất nước độc lập, và đất đai được tuyên bố là tài sản của Nhà nước, gây nhiều bất lợi cho người dân địa phương. Săn bắn bất hợp pháp trong các khu vực được bảo vệ gia tăng. Năm 1969, hai vườn quốc gia khác được sáp nhập và đổi tên thành Vườn quốc gia Virunga. Năm 1979, vườn quốc gia được UNESCO công nhận là Di sản thế giới, và nó trở thành địa điểm đầu tiên tại Cộng hòa Dân chủ Congo có được danh hiệu này.
Kể từ đầu những năm 1990, khu vực được bảo vệ đã bị ảnh hưởng bởi bất ổn chính trị trong khu vực Hồ Lớn. Nạn diệt chủng Rwanda diễn ra, hàng ngàn người tị nạn chạy trốn đến khu vực Kivu và sự hiện diện của quân đội gia tăng. Nội chiến Congo thứ nhất và thứ hai tiếp tục diễn ra khiến khu vực tiếp tục rơi vào tình trạng bất ổn. Các cuộc tuần tra chống săn bắn trộm bên trong vườn quốc gia đã bị cản trở, động vật hoang dã và thậm chí cả nhân viên vườn quốc gia bị giết hại. Khoảng 850.000 người tị nạn sống quanh vườn quốc gia vào năm 1994, trong đó có tới 40.000 người vào vườn quốc gia mỗi ngày để kiếm củi và thức ăn, và nạn phá rừng bao trùm trên một khu vực rộng lớn. Cũng trong năm, vườn quốc gia đã bị liệt vào Danh sách di sản thế giới bị đe dọa. Năm 1996, vườn quốc gia tiếp tục được công nhận là Vùng đất ngập nước có tầm quan trọng quốc tế theo Công ước Ramsar.
Năm 2005, Ủy ban châu Âu (EC) đề nghị hợp tác với chính phủ Cộng hòa Dân chủ Congo với tổ chức phi chính phủ của Anh, Quỹ bảo tồn châu Phi. Tổ chức sẽ chịu trách nhiệm quản lý vườn quốc gia từ năm 2010; khoảng 80% chi phí quản lý được EC hỗ trợ. Những nỗ lực bảo vệ vườn quốc gia đã được quân sự hóa trong những năm sau đó để ngăn chặn các nhóm phiến quân vũ trang và những kẻ săn trộm hoạt động trái phép bên trong vườn quốc gia.
Năm 2011, công ty SOCO International của Anh đã được nhượng bộ khai thác dầu thô ở khu vực xung quanh và trong các khu vực rộng lớn của vườn quốc gia. Các quan chức chính phủ hỗ trợ các hoạt động thăm dò cho các thành viên phái đoàn SOCO International, trong khi ban quản lý vườn quốc gia liên tục phản đối. Trong quá trình gia tăng căng thẳng, giám đốc điều hành của vườn quốc gia là Emmanuel de Merode đã bị tấn công vào tháng 4 năm 2014. Sau các cuộc biểu tình quốc tế, công ty đã ngừng các hoạt động thăm dò và đồng ý không bắt đầu các hoạt động tương tự ở khu vực gần Di sản thế giới. Vào năm 2016, bốn đập thủy điện đã được xây dựng để cung cấp điện cho các doanh nghiệp nhỏ và mang lại lợi ích cho hơn 200.000 người dân nông thôn gần vườn quốc gia.

## Động thực vật
Vườn quốc gia là nơi có 2.077 loài thực vật, bao gồm 264 loài cây và 230 loài thực vật đặc hữu của Albertine. Khu vực đồng bằng của vườn quốc gia bị chi phối bởi những vùng đất ngập nước và đồng cỏ cói. Một số loài thực vật điển hình ở khu vực này như là Cói Guinea, Lau sậy, Xạ tử, Keo gai, Dây bát. Phần còn lại của Thực vật hai lá mầm như Bạch hoa, Bầu bí dại, Cà được tìm thấy trong phân của những con voi châu Phi có vai trò quan trọng trong việc phát tán hạt giống trên đồng cỏ.
Những khu rừng trên núi nằm ở độ cao từ 1.800 và 2.800 m (5.900 và 9.200 ft) ở khu vực phía nam bị chi phối bởi những cây Ficalhoa laurifolia và Podocarpus milanjianus cao tới 25 m (82 ft). Tre núi châu Phi phát triển ở độ cao 2.300–2.600 m (7.500–8.500 ft). Thảm thực vật trên 2.600 m (8.500 ft) là thực vật phụ núi cao như Hồng mộc Đông Phi phát triển lên tới độ cao 3.000 m (9.800 ft). Thạch thảo, Thạch nam và Rêu bao phủ các sườn dốc ẩm cao tới 3.700 m (12.100 ft). Vi hoàng và Lỗ bình phát triển tại khu vực đất trống rộng lớn và đạt chiều cao lên tới 8 m (26 ft).
Về động vật, vườn quốc gia 196 động vật có vú, 706 loài chim, 109 loài bò sát và 65 loài lưỡng cư theo thống kê năm 2012. Động vật có vú là sự đa dạng của các loài linh trưởng quý hiếm bị đe dọa như Khỉ đột núi, Tinh tinh, Khỉ đuôi đỏ, Khỉ vàng, Khỉ lam, Khỉ Hamlyn, Khỉ Brazza, Khỉ colobus đỏ Trung Phi, Khỉ colobus đen trắng phía đông, Khỉ đầu chó olive, Khỉ xồm chỏm lông má xám. Ngoài sự đa dạng của các loài linh trưởng, vườn quốc gia còn là nơi sinh sống của Voi đồng cỏ châu Phi, Hà mã, Trâu rừng châu Phi sống tại khu vực trung tâm. Ở phía bắc vườn quốc gia là sự có mặt của Hươu đùi vằn, Linh dương hoẵng lam, Linh dương nam Phi, Linh dương hoẵng Weyns, Linh dương lưng vàng, Linh dương Bongo, Cheo cheo nước, Lợn lông đỏ, Lợn đất. Phía nam là sự có mặt của Lợn rừng lớn và Linh dương bụi rậm. Các loài khác như Linh dương đồng lầy Uganda, Linh dương nước, Linh dương Topi và Lợn bướu thông thường cũng có thể tìm thấy tại một số nơi ở vườn quốc gia.
Virunga cùng với vườn quốc gia Nữ hoàng Elizabeth liền kề tạo thành một khu vực bảo tồn sư tử. Phía bắc là nơi có mặt của Báo châu Phi, Cầy mangut đầm lầy, Tê tê đất, Tê tê cây, Nhím mào, Sóc đuôi vằn Lord Derby, Sóc bui rậm Boehm, Chuột túi Emin, Chuột chù voi.